# Villada (España)
Villada es un municipio y localidad española de la provincia de Palencia, en la comunidad autónoma de Castilla y León. Se encuentra en el valle del río Sequillo, en la comarca natural de Tierra de Campos, y pertenece al partido judicial de Palencia.

## Toponimia
El topónimo de Villada ha sido interpretado de varias maneras; así el nombre procedería de villa cuña —ada— por la forma de la villa en sus orígenes, o de villa adda, con el significado de villa agregada o añadida, formado por el verbo latino addo (añadir). Sin embargo, el origen más probable es el que hace referencia a su repoblador; sería, por tanto, la unión del sustantivo latino «Villa» y del antropónimo de origen árabe «Adda». Su significado sería el de villa o lugar de Adda, en referencia a un repoblador mozárabe. Ese antropónimo sería un nombre de varón derivado del germánico «Atta», con el significado de padre; otras teorías señalan, por esa razón, que el repoblador sería de origen germánico.

## Geografía física

### Ubicación

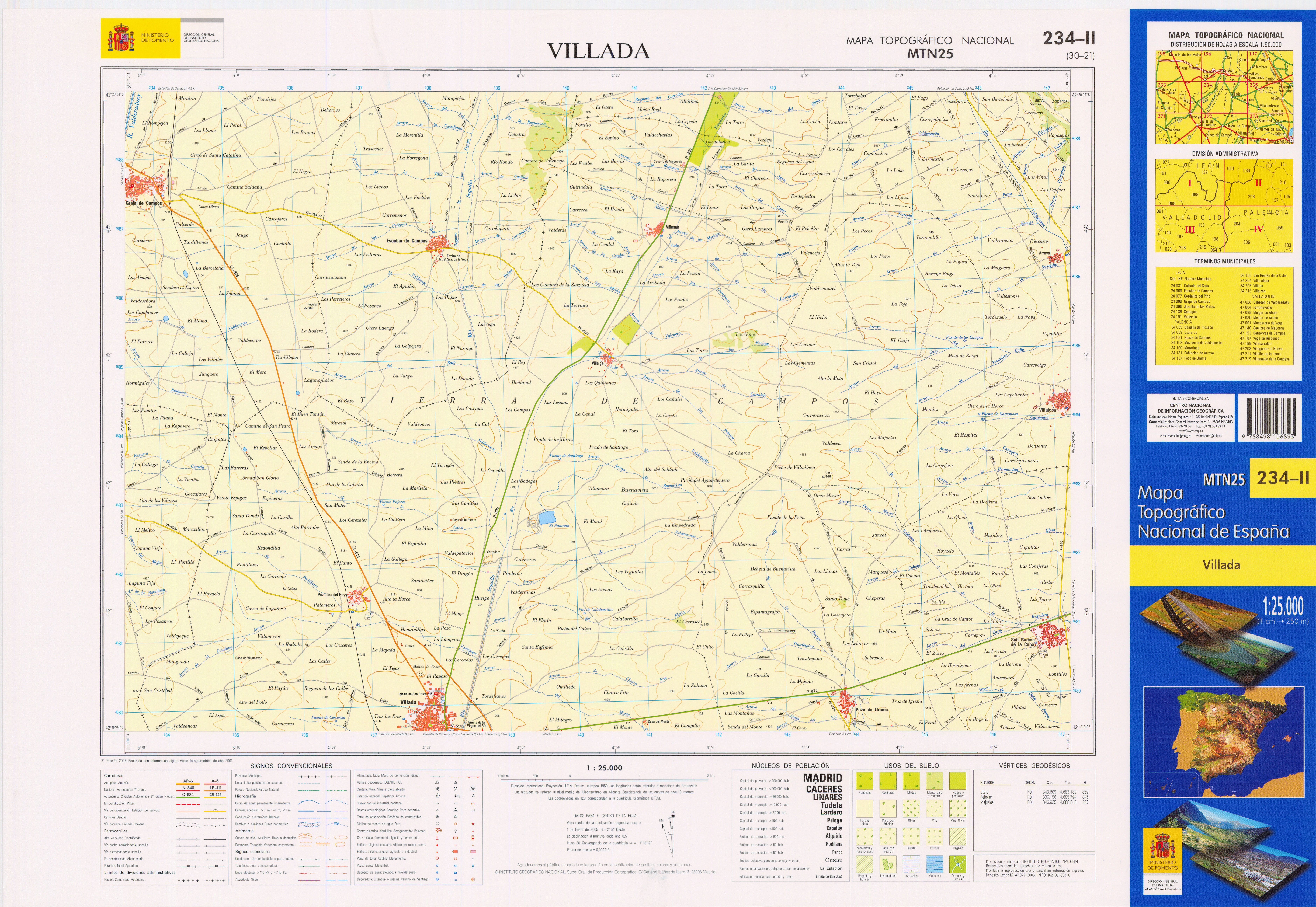
Fragmento de la hoja 234 del Mapa Topográfico Nacional de España de 2005 en el que se representa parte de Villada

El término municipal de Villada, que abarca una superficie de 64,87 km², está situado en la zona centro-oeste de la provincia de Palencia, en el valle del río Sequillo, en la zona norte de Tierra de Campos. Su territorio está representado en la hoja MTN50 (escala 1:50.000) 234 del Mapa Topográfico Nacional.
| Noroeste: Grajal de Campos y Escobar de Campos (León) | Norte: Población de Arroyo | Noreste: Villalcón  |
| Oeste: Santervás de Campos (Valladolid)               |                            | Este: Pozo de Urama |
| Suroeste Santervás de Campos (Valladolid)             | Sur: Villacidaler          | Sureste: Cisneros   |

### Orografía
Villada se encuentra en la zona norte de Tierra de Campos, caracterizada por un relieve alomado de escasa pendiente, interfluvios suaves y valles fluviales de fondo plano, lo que origina un paisaje abierto y homogéneo. Su altitud media oscila entre los 862 m s. n. m., el punto más alto situado en la parte noreste del municipio, y los 791 m s. n. m., junto al casco urbano de Villada, en plena vega del río Sequillo. A nivel general, el municipio forma parte de la cuenca del Duero, depresión de origen terciario colmatada por materiales continentales que posteriormente fueron erosionados y recubiertos por sedimentos cuaternarios.
Edafológicamente, en sus suelos predominan los regosoles, compuestos por sedimentos de origen miocénico que se presentan en forma de arcillas rojizo-amarillentas. A nivel geológico los materiales que nos encontramos son áridos naturales del Cuaternario, zahorras -mezcla de grava, arena y arcilla- y limos arcillosos -utilizados tradicionalmente para la elaboración de adobes y ladrillos-. En su territorio se encuentra el vértice geodésico de Portillo (847 m s. n. m.).

### Hidrografía
El municipio se encuentra en la cuenca del río Sequillo -principal responsable del modelado del paisaje-, perteneciente a la cuenca hidrográfica del Duero. Sus cursos fluviales se caracterizan por la irregularidad de su caudal, con estiajes en época estival y crecidas en otoño e invierno debido a la lluvia. La red de drenaje, deficiente y con frecuente carácter endorreico, ofrece una red secundaria de escasa longitud y en ocasiones acarcavada; además del río Sequillo, entre los diversos afluentes que desaguan en él están el río de los Templarios. Si las lluvias de primavera son abundantes aparecen sobre la superficie pequeñas lagunas o «tojas», que surgen debido a la saturación de los suelos.
Dentro del término municipal, entre Villada y Villelga, se encuentra El Pantano. Se trata de una balsa artificial en la cual se acumula el agua excedente de los arroyos de la zona y que, además de acoger distintas especies piscícolas y de aves migratorias, ha favorecido el desarrollo de vegetación de ribera. En 2010 se llevaron a cabo una serie de trabajos de acondicionamiento en sus riberas con la construcción de sendas, la plantación de especies autóctonas y la construcción de un observatorio de aves, entre otros.

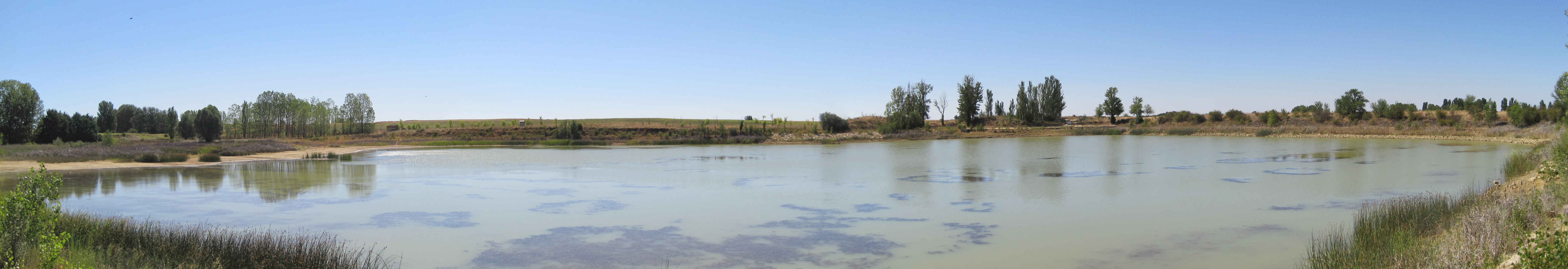
Vista general de El Pantano

### Clima
El clima en el municipio se clasifica como mediterráneo continentalizado, de inviernos fríos con frecuentes heladas, y veranos cálidos y secos. La oscilación térmica anual ronda los 15 °C mientras que la diaria supera en ocasiones los 20 °C. Las bajas precipitaciones se reparten de forma irregular a lo largo del año, con escasez de las mismas en verano, concentrándose al final del otoño, en los meses invernales y al principio de la primavera.
Según la clasificación climática de Köppen, Villada se encuadra en la variante Csb, es decir clima mediterráneo de veranos suaves, con la media del mes más cálido no superior a 22 °C pero superándose los 10 °C durante cinco o más meses. Se trata de un clima de transición entre el mediterráneo (Csa) y el oceánico (Cfb). Sobre la base de los datos de las estaciones meteorológicas situadas en Palencia y la propia Villada, los parámetros climáticos promedio aproximados del municipio son los siguientes:
| Parámetros climáticos promedio de Palencia (temperaturas) y Villada (precipitaciones) | Parámetros climáticos promedio de Palencia (temperaturas) y Villada (precipitaciones) | Parámetros climáticos promedio de Palencia (temperaturas) y Villada (precipitaciones) | Parámetros climáticos promedio de Palencia (temperaturas) y Villada (precipitaciones) | Parámetros climáticos promedio de Palencia (temperaturas) y Villada (precipitaciones) | Parámetros climáticos promedio de Palencia (temperaturas) y Villada (precipitaciones) | Parámetros climáticos promedio de Palencia (temperaturas) y Villada (precipitaciones) | Parámetros climáticos promedio de Palencia (temperaturas) y Villada (precipitaciones) | Parámetros climáticos promedio de Palencia (temperaturas) y Villada (precipitaciones) | Parámetros climáticos promedio de Palencia (temperaturas) y Villada (precipitaciones) | Parámetros climáticos promedio de Palencia (temperaturas) y Villada (precipitaciones) | Parámetros climáticos promedio de Palencia (temperaturas) y Villada (precipitaciones) | Parámetros climáticos promedio de Palencia (temperaturas) y Villada (precipitaciones) | Parámetros climáticos promedio de Palencia (temperaturas) y Villada (precipitaciones) |
| Mes                                                                                   | Ene.                                                                                  | Feb.                                                                                  | Mar.                                                                                  | Abr.                                                                                  | May.                                                                                  | Jun.                                                                                  | Jul.                                                                                  | Ago.                                                                                  | Sep.                                                                                  | Oct.                                                                                  | Nov.                                                                                  | Dic.                                                                                  | Anual                                                                                 |
| ------------------------------------------------------------------------------------- | ------------------------------------------------------------------------------------- | ------------------------------------------------------------------------------------- | ------------------------------------------------------------------------------------- | ------------------------------------------------------------------------------------- | ------------------------------------------------------------------------------------- | ------------------------------------------------------------------------------------- | ------------------------------------------------------------------------------------- | ------------------------------------------------------------------------------------- | ------------------------------------------------------------------------------------- | ------------------------------------------------------------------------------------- | ------------------------------------------------------------------------------------- | ------------------------------------------------------------------------------------- | ------------------------------------------------------------------------------------- |
| Temp. media (°C)                                                                      | 4                                                                                     | 5.70                                                                                  | 7.60                                                                                  | 9.90                                                                                  | 13.70                                                                                 | 18.30                                                                                 | 21.90                                                                                 | 21.40                                                                                 | 18.50                                                                                 | 13.30                                                                                 | 7.80                                                                                  | 4.70                                                                                  | 12.2                                                                                  |
| Precipitación total (mm)                                                              | 50.90                                                                                 | 38.40                                                                                 | 31.10                                                                                 | 43.50                                                                                 | 53.90                                                                                 | 37.30                                                                                 | 21.30                                                                                 | 14                                                                                    | 33.10                                                                                 | 50                                                                                    | 53.20                                                                                 | 52.30                                                                                 | 479                                                                                   |
| [cita requerida]                                                                      |                                                                                       |                                                                                       |                                                                                       |                                                                                       |                                                                                       |                                                                                       |                                                                                       |                                                                                       |                                                                                       |                                                                                       |                                                                                       |                                                                                       |                                                                                       |

## Naturaleza
Flora
El término municipal de Villada está dentro del área de distribución del piso bioclimático supramediterráneo, por lo que su vegetación clímax son las especies marcescentes y las coníferas. Como en el esto de Tierra de Campos, presenta un terrazgo completamente humanizado, en el que las labores agrícolas han modificado tanto la orografía como el paisaje; por ello, desde tiempos históricos su cubierta boscosa original -compuesta principalmente por encinas y quejigos- ha desaparecido. Asimismo, los cambios de los últimos años en las explotaciones agrícolas, con el uso generalizado de herbicidas y la supresión de las técnicas de barbecho, ha contribuido a este pérdida de diversidad vegetal. Únicamente, como recuerdo de su cobertera vegetal, hay en el llamado monte de la Mata algunas encinas relictas. Este monte histórico, usado antiguamente para la obtención de leña, es citado por documentos históricos ya que se ejercía señorío sobre él; a mediados del siglo XVIII estaba poblado de encinas y robles y se le describía así:

Está a un cuarto de legua de Villada, camino de Cisneros. Tiene de largo de tres a cuatro tiros de escopeta, y de dos a tres de ancho. No produce nada en renta... hay un guarda del monte de la Mata, que cobra de salario doce fanegas de trigo y ciento cincuenta reales cada año.

El resto de la vegetación de cierto porte se limita a las riberas de los cauces fluviales, con especies como chopos y álamos, que en lugares como el paseo de la Parva, a lo largo del río Sequillo, conforman bosques de galería. En algunos lindes, especies como carrascas, sauces, espinos y frutales separan los campos de cultivo y forman pequeños islotes de vegetación.
Por último, entre la vegetación herbácea hay especies como menta, hinojo, yezgo y gordolobo, a las que se añaden plantas comestibles y medicinales como asfodelo, acedera, ortiga mayor, draba y bolsa de pastor.
Fauna
Entre las especies que habitan, en mayor o menor medida, el terreno villadino hay mamíferos como el conejo, la liebre o el zorro, pero sobre todo aves; así están presentes el milano real, el ratonero común, el alcaraván, la alondra, la urraca, el cuervo y, especialmente, la avutarda. De carácter migratorio hay varias especies que visitan con regularidad el paraje conocido como «El Pantano» -una balsa artificial-: ánsar común, ánade real, cerceta común, pato cuchara, junto con alguna garza y cigüeñuela. Todas ellas son habituales de las cercanas lagunas de la Nava y Boada.
Espacios naturales
La zona sur de su término municipal forma parte de la zona de especial protección para las aves (ZEPA) La Nava - Campos Norte, perteneciente a la Red Natura 2000. Esta zona, que se extiende por 54.935 hectáreas entre las provincias de León, Palencia y Valladolid, se caracteriza por su relieve prácticamente llano, deforestado, y es atravesada por varios cursos fluviales, principalmente los ríos Valdeginate y Sequillo. Asimismo, en sus límites se encuentra la laguna de la Nava de Fuentes, importante humedal de interés nacional e internacional en el que se han observado 218 especies de aves, casi el 50% de las presentes en España.

## Historia
Sebastián Miñano lo describe a principios del siglo XIX como villa de señorío en el partido de Campos, obispado de León, con Alcaldes Mayor y Ordinario, 853 vecinos, 3250 habitantes, dos parroquias católicas, una de ellas en el convento de los dominicos, un pósito y un palacio.
A la caída del Antiguo Régimen la localidad se constituye en municipio constitucional en el partido de Frechilla que en el censo de 1842 contaba con 426 hogares y 2216 vecinos. A finales del siglo XX el municipio crece al incorporar a Pozuelos del Rey y Villelga.
- 1870, Carlos Casado del Alisal, un inmigrante español en Argentina, fundó la localidad de Casilda, en la provincia de Santa Fe.
- 2006 (21 de agosto) Villada se vuelve también tristemente famosa por el descarrilamiento del tren Diurno 280 (Galicia-País Vasco), en el que fallecieron site personas. Son destacables las labores de socorro prestadas en un primer momento por los trabajadores de Pipas Facundo y por los vecinos de la estación.
- Hasta los años sesenta Villada era uno de los extremos de la línea de la Compañía de Ferrocarriles Secundarios de Castilla, que unían Valladolid con Palanquinos y Villada.

## Demografía
Cuenta con una población de 833 habitantes (INE 2024).
| Gráfica de evolución demográfica de Villada entre 1842 y 2021 |
| |
| Población de derecho según los censos de población del INE Población de hecho según los censos de población del INE Entre el censo de 1981 y el anterior crece el término del municipio porque incorpora a Pozuelos del Rey y Villelga |

Distribución de la población

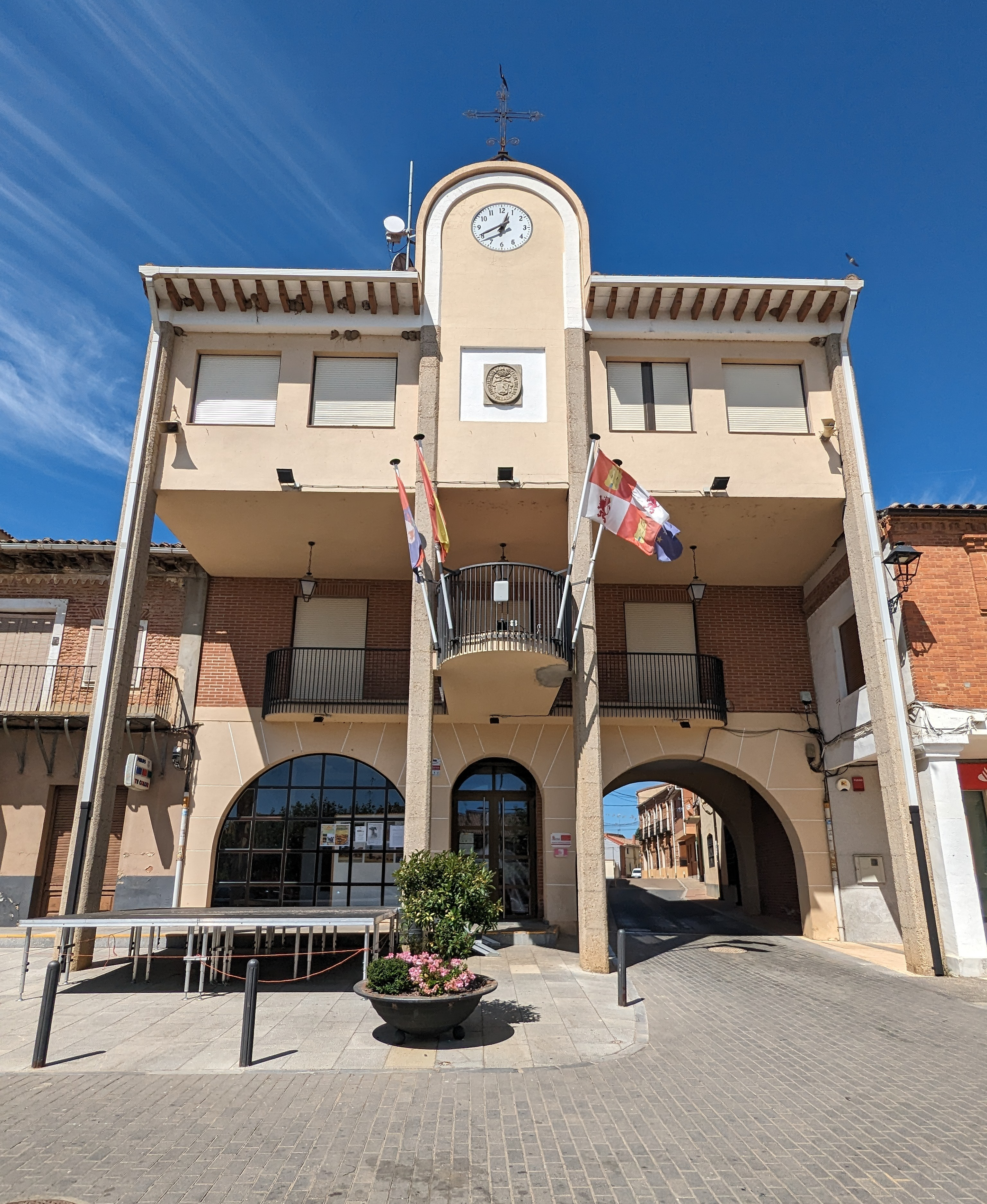
Casa consistorial

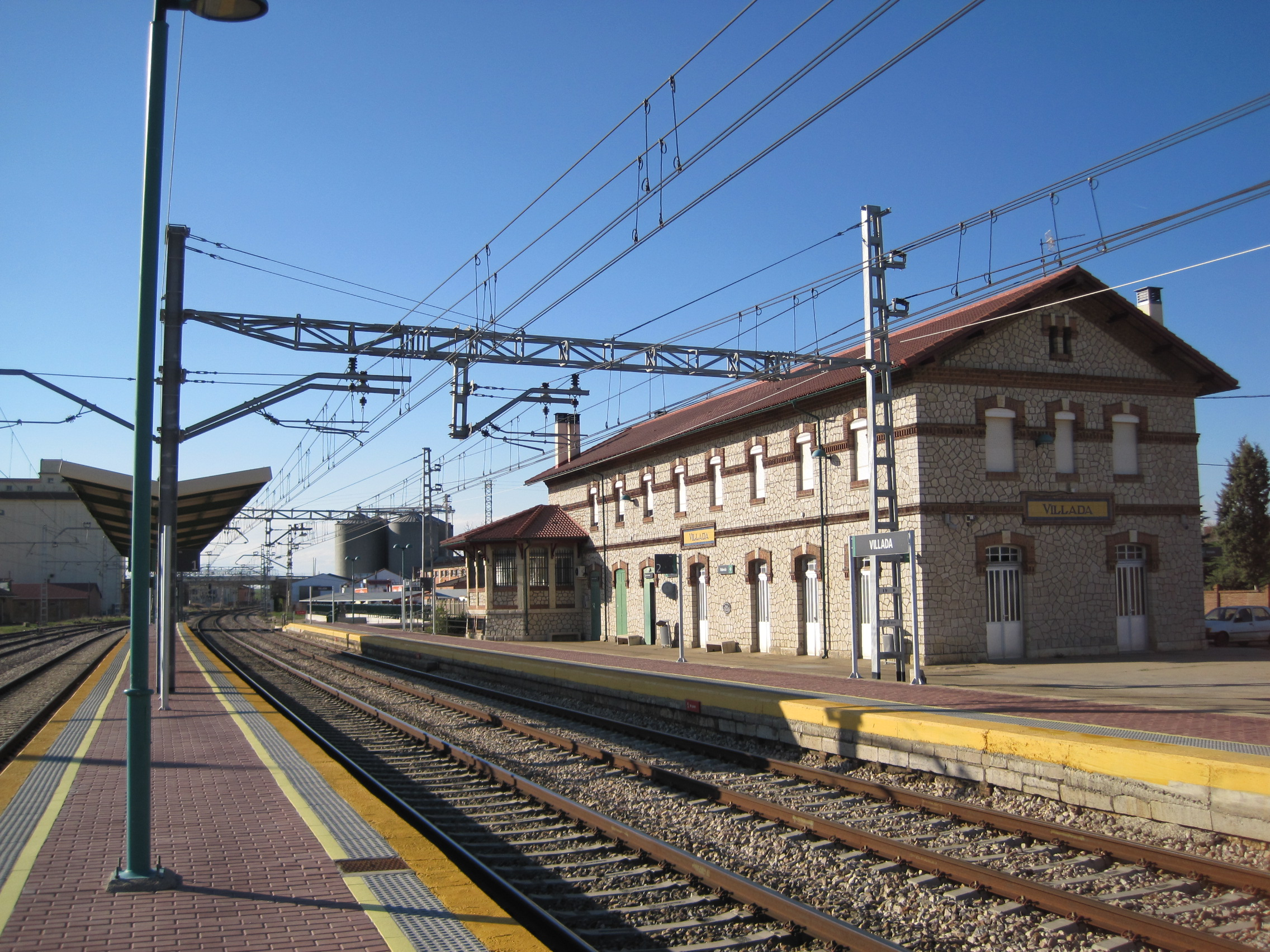
Estación de ferrocarril

Las entidades de población que componen el término municipal de Villada son las siguientes:
| Entidad de Población                       | Coordenadas                               | Pob. (2024) | Mapa                                             |
| ------------------------------------------ | ----------------------------------------- | ----------- | ------------------------------------------------ |
| Villada                                    | 42°15′02″N 4°58′01″O / 42.25056, -4.96694 | 797         | \| Villada Pozuelos del Rey Villelga Villemar \| |
| Pozuelos del Rey                           | 42°16′04″N 4°58′47″O / 42.26778, -4.97972 | 9           | \| Villada Pozuelos del Rey Villelga Villemar \| |
| Villelga                                   | 42°17′55″N 4°56′05″O / 42.29861, -4.93472 | 6           | \| Villada Pozuelos del Rey Villelga Villemar \| |
| Villemar                                   | 42°18′56″N 4°55′40″O / 42.31556, -4.92778 | 21          | \| Villada Pozuelos del Rey Villelga Villemar \| |
| Total                                      |                                           | 833         | \| Villada Pozuelos del Rey Villelga Villemar \| |
| Fuente: INE, 2022 y Google Maps            |                                           |             | \| Villada Pozuelos del Rey Villelga Villemar \| |
| Villada Pozuelos del Rey Villelga Villemar |                                           |             |                                                  |

### Economía

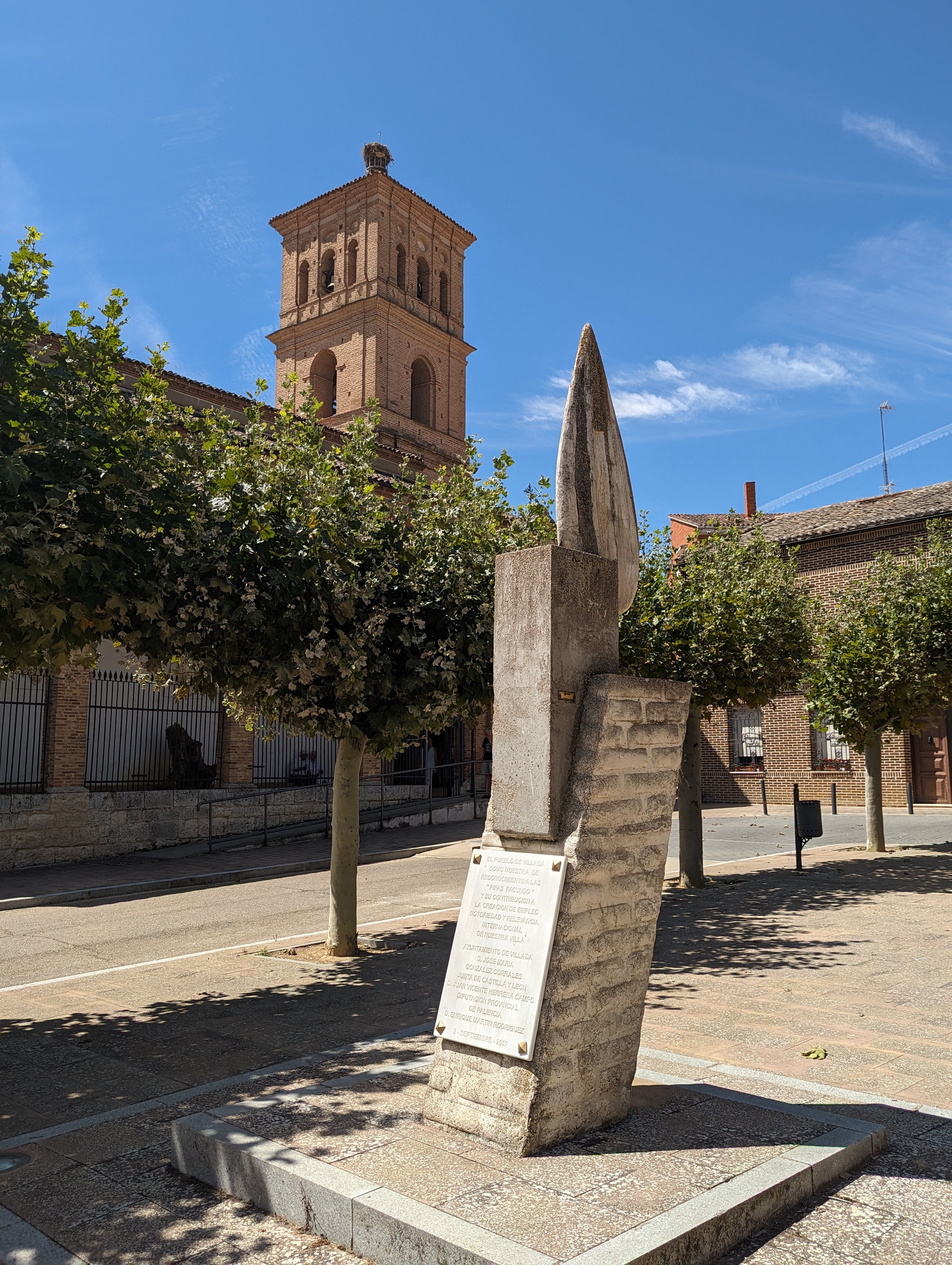
Monumento a la pipa

Agricultura, ganadería, industria alimentaria, servicios, comercio y construcción. Todos los miércoles celebra su mercado.

## Cultura

### Patrimonio histórico-artístico
Iglesia de San Fructuoso

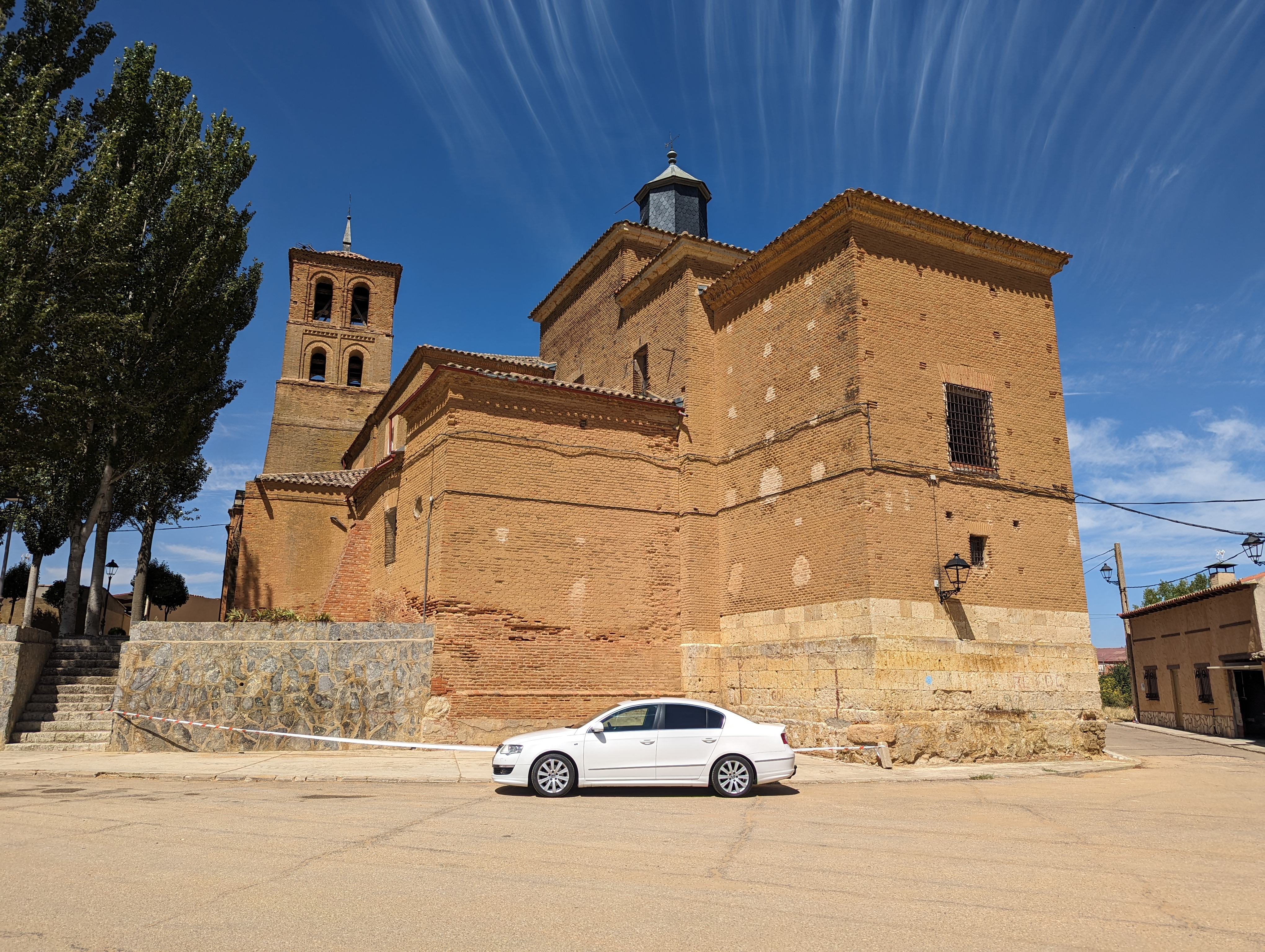
Vista de la iglesia de San Fructuoso

Del siglo XVIII, es conjunto histórico-artístico desde 1983. Tiene una torre gótico-mudéjar. Rehabilitada por el párroco Juan Cruz Sanzo Olaso.

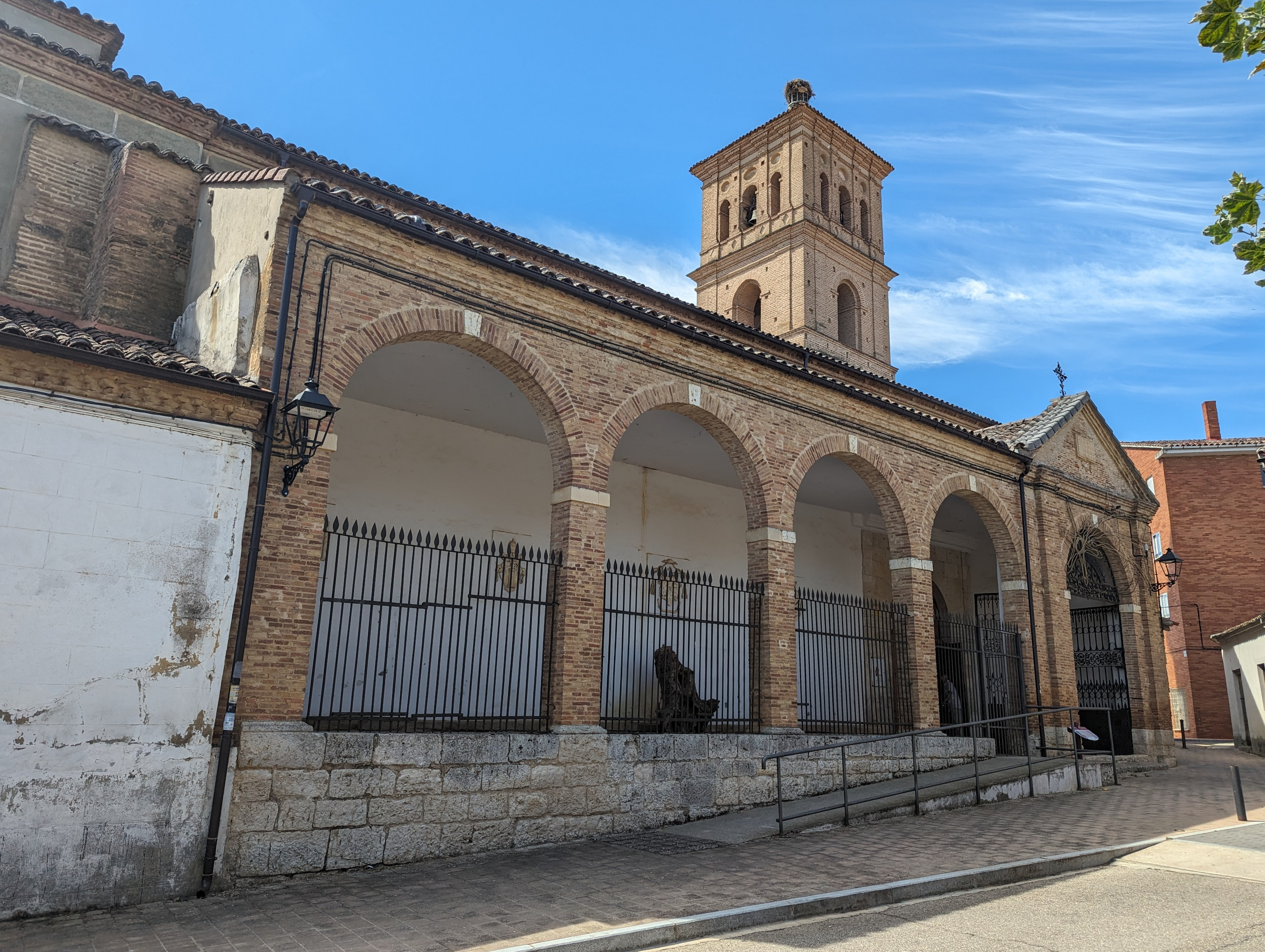
Iglesia de Santa María
Del siglo XIX. Monumental capilla barroca dedicada a Jesús Nazareno.

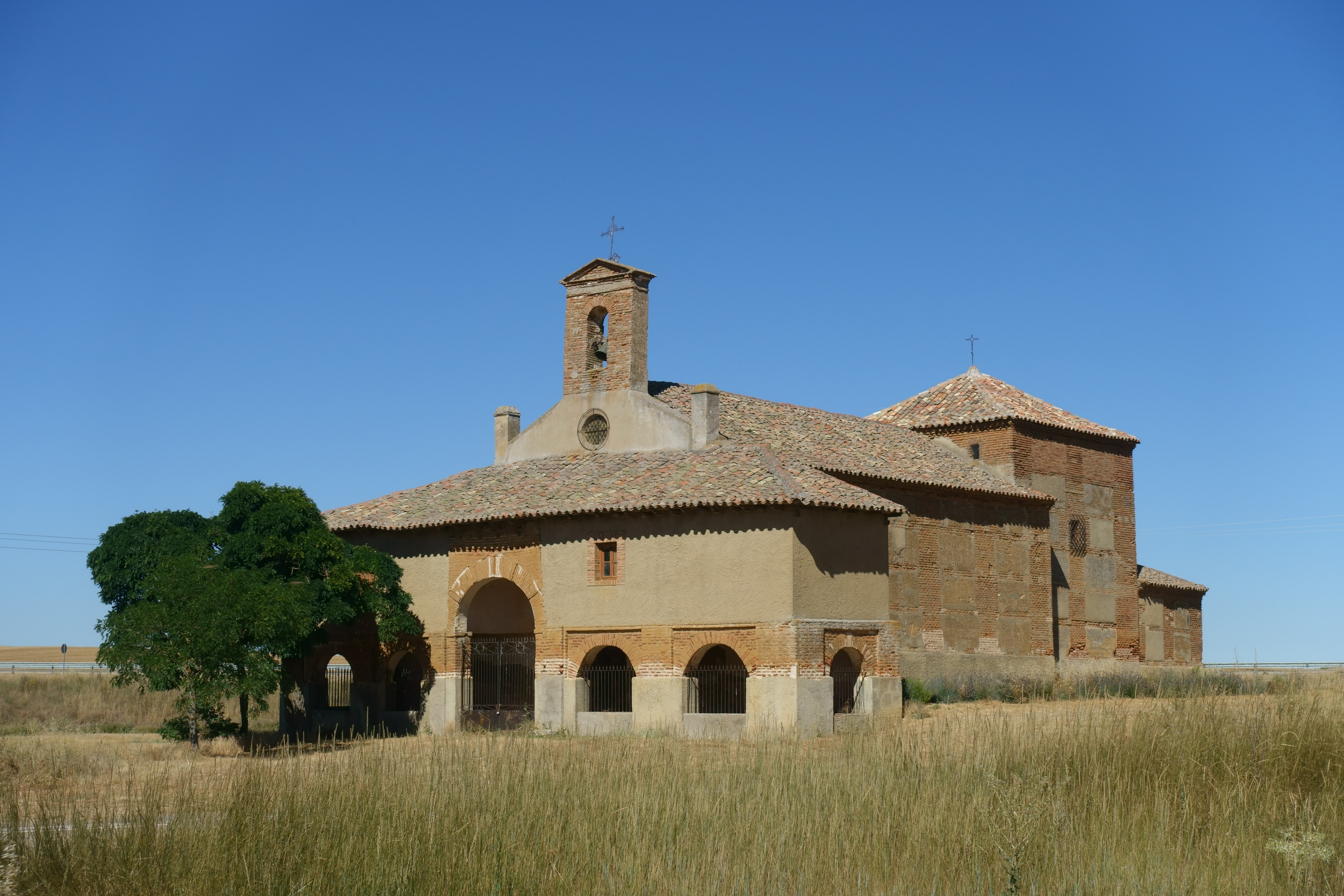
Ermita de la Virgen del Río

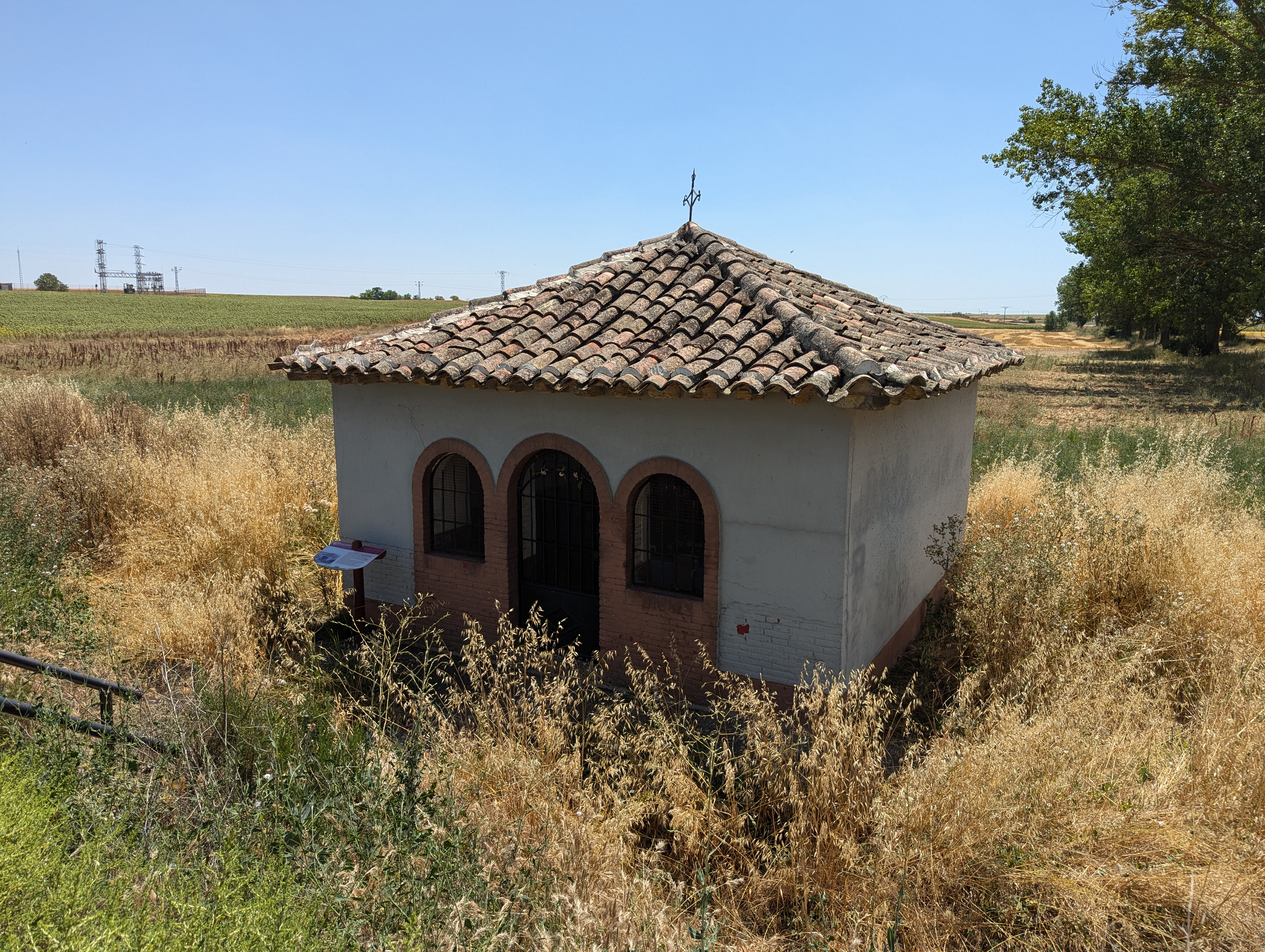
Ermita del Cristo del Humilladero

### Festividades
- Fiesta de la matanza (marzo)
- Fiesta de la Tortillera (en mayo)
- El gallo corricón (25 de abril)
- San Luis Gonzaga (21 de junio)
- Fiesta del villadino ausente (2.º sábado de agosto)

Fiesta de la Matanza
Para rememorar la importancia que tenía en la economía local de la villa se viene celebrando desde hace apenas una década la feria de la Matanza que todos los años comienza con la imposición en la plaza del Rollo de la localidad del blusón de Mondonguero a una persona vinculada con la villa o que es conocido en el ámbito cultural del país.
Después de la degustación de jijas gratuitas el sábado, el momento de más aglomeración de gente tanto local como foránea se congrega el domingo por la mañana en la explanada del colegio.
Es el fin de semana que más gente se congrega en la villa.

### Gastronomía
La morcilla de Villada es uno de los productos más conocidos de la gastronomía palentina.

## Personas destacadas

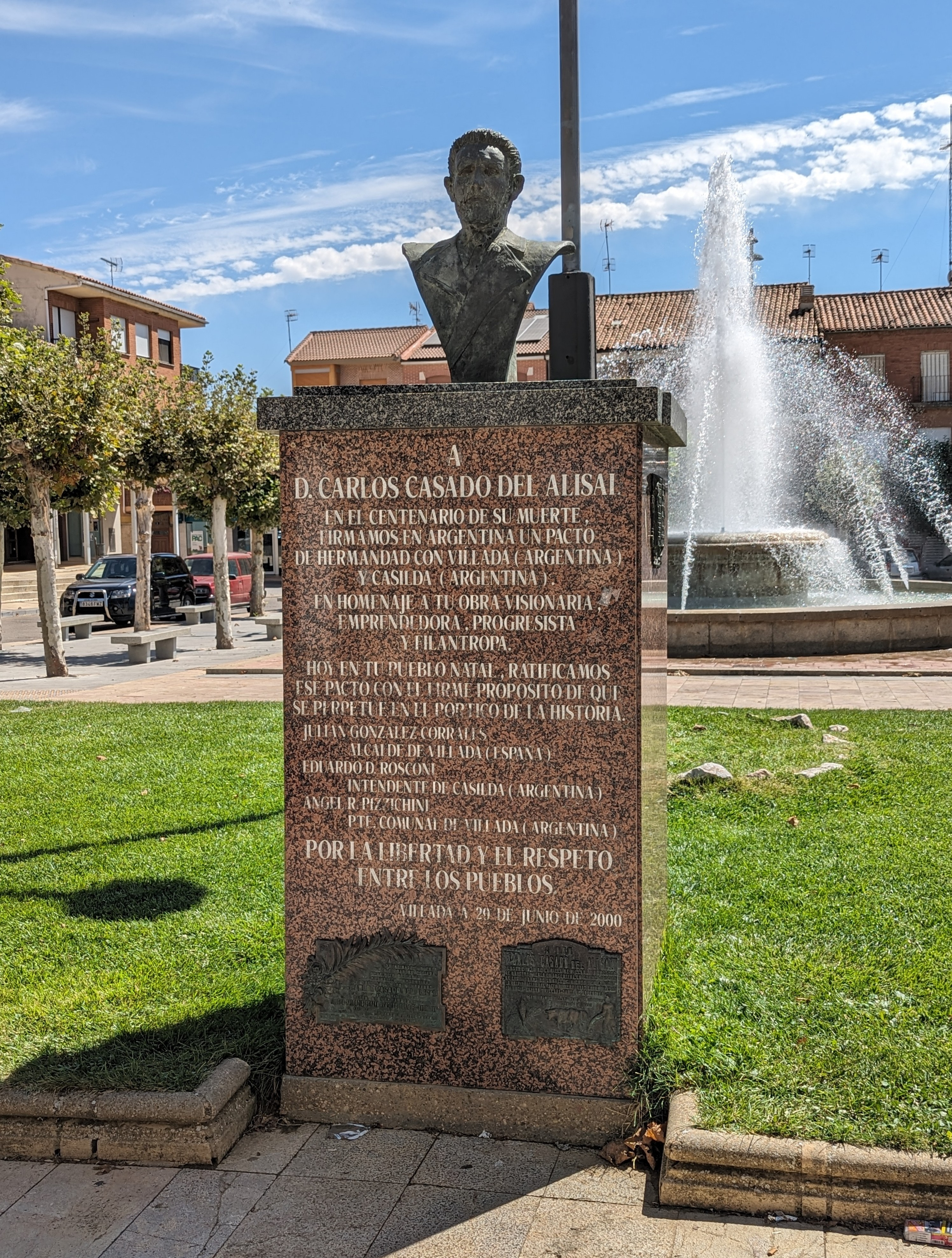
Monumento a Carlos Casado del Alisal en la plaza Mayor

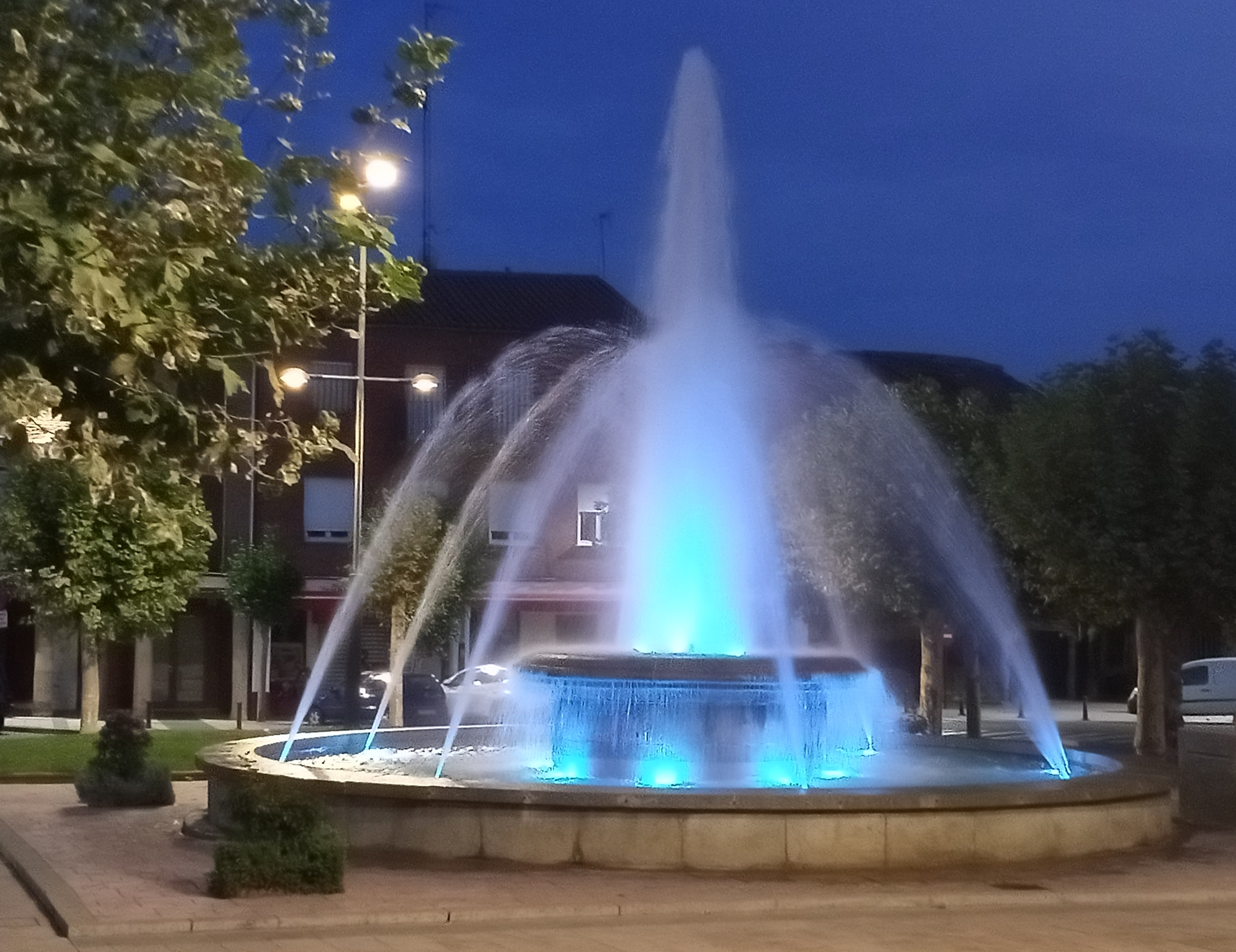
Fuente

## Véase también

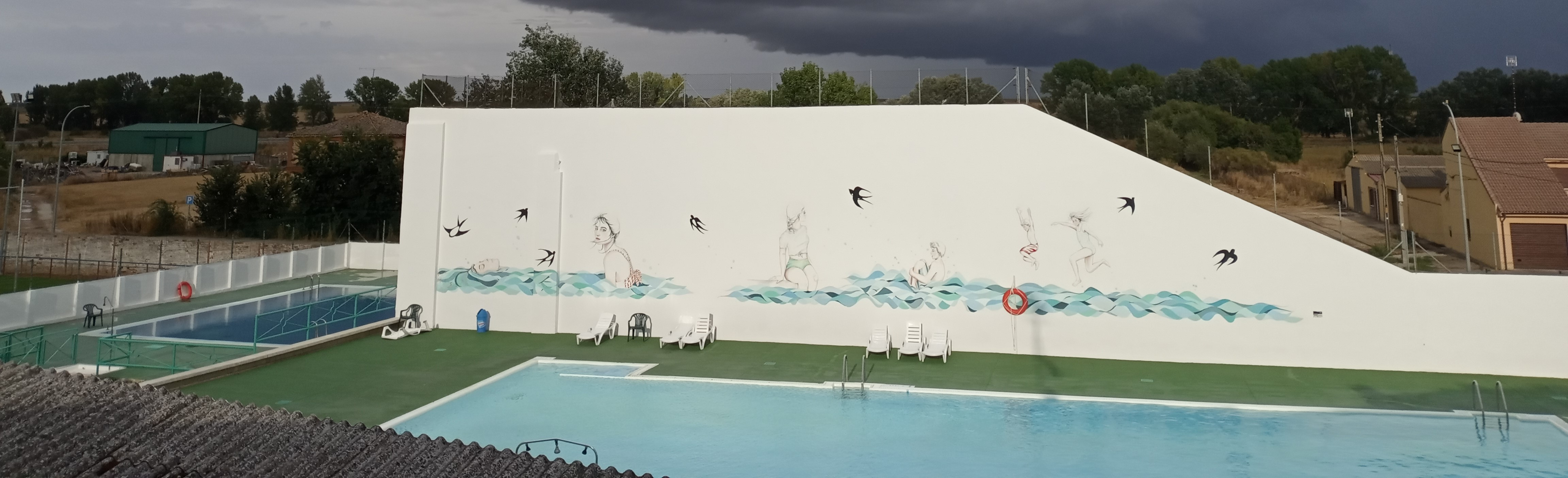
Piscinas de Villada